# James (auteur)
Pour les articles homonymes, voir James.
James est un auteur de bande dessinée, également connu sous les pseudonymes James Ottoprod et lol!. Il signe d’autres livres sous son vrai nom : Laurent Percelay.

## Carrière
Il a animé un blog en bande dessinée, Ottoprod, où, avec son collaborateur Boris Mirroir alias la Tête X, il critique avec humour et ironie le microcosme de la bande dessinée.
James a réalisé deux albums édités par les éditions 6 pieds sous terre. Sa série Dans mon open space, traite de la vie d'entreprise en décrivant les travers de chaque archétype. James a également participé aux revues Jade et L'Éprouvette.
En juin 2012, il rejoint Guillaume Bouzard pour tenir un blog commun, On veut travailler pour le canard enchaîné, constitué de dessins satiriques. La même année il co-fonde la revue numérique Mauvais esprit avec Boris Mirroir et Laurent Parez.
En mai 2015, il participe à La Matinale du Monde, y publiant chaque semaine un épisode du strip Françoise, Manuela & les autres, une satire politique.

## Publications

### Sous le pseudonyme de Lol!
- La Tribu, Dargaud :

1. Branche ton neurone !, 2002  (ISBN 2205052004)[1].
2. Bouge tes pieds !, 2003  (ISBN 2205053957).
3. Fais ta star, 2006  (ISBN 978-2205056723).

### Sous le nom de Laurent Percelay
- Sans queue ni tête (scénario), avec Boris Mirroir (dessin), La Boîte à bulles, coll. « Contre-pied », 2005  (ISBN 2849530301)[2].
- Mundial : France/Allemagne '82 (dessin), avec Marc Lizano (scénario), Carabas, coll. « Crocodile », 2006  (ISBN 2351001133)[3].

### Sous le pseudonyme de James
Sauf précision, lorsqu'un collaborateur est indiqué, James est le scénariste et le collaborateur le dessinateur.
- Comme un lundi, 6 Pieds sous terre, 2006  (ISBN 2-352-12006-3).
- Les Mauvaises Humeurs de James et la Tête X, avec la Tête X, 6 Pieds sous terre, 2007  (ISBN 978-2-35212-015-5)[4].
- Dans mon open space, Dargaud collection « Poisson Pilote » :

1. Business circus, 2008  (ISBN 9782205059632)[5].
2. Jungle fever, 2009  (ISBN 9782205062083).
3. Spéculation et sentiments, 2010  (ISBN 9782205064568).
4. Variable d'ajustement, 2012  (ISBN 9782205066869).
  - Les Inédits, 2018  (ISBN 9782205077735).

- Un week-end entre parenthèses, Le Potager moderne, 2008  (ISBN 978-2-9521425-9-5).
- Zzzwük : Celui qui ressemble à un lapin, avec Boris Mirroir, Carabas, 2008  (ISBN 9782351005156)[6]. Réédition augmentée sous le titre Celui qui ressemble à un lapin : Copulo ergo sum, Expé éditions, 2022  (ISBN 9782493412003).
- …À la folie, avec Sylvain Ricard, Futuropolis, 2009  (ISBN 9782754803021)[7].
- Pathetik, avec la Tête X, 6 Pieds sous terre, coll. « Monotrème » :

1. Smilin' Joe et Captain Blub, 2010  (ISBN 2352120586).
2. L'Homme qui flottait et Autres Histoires, 2012  (ISBN 9782352120810).

- Backstage : Pierre qui roule, avec Boris Mirroir, Fluide glacial, 2011  (ISBN 9782352070382)[8].
- Amour, Passion et CX diesel (dessin), avec  Fabcaro (scénario), Fluide glacial :

1. Amour, Passion et CX diesel, 2011  (ISBN 9782352071037).
2. Saison 2, 2012  (ISBN 9782352071983).
3. Saison 3, 2014  (ISBN 9782858158324).

- L'Épi, avec La Tête X, 6 Pieds sous terre, 2011  (ISBN 9782352120742).
- 365 fois 77,8, 6 Pieds sous terre, collection « Arthropode », 2012  (ISBN 9782352120919).
- La Cellule Prométhée : L'Escouade 126 (dessin), avec Patrice Larcenet (scénario), Glénat, coll. « Treize étrange », 2012  (ISBN 9782723485678)[9].
- Charles Charles profession président (dessin), avec Marc Dubuisson (scénario), Delcourt, 2013  (ISBN 9782756037547)[10].
- En tout simplicitude : Chroniques franco-hollandaises, 6 Pieds sous terre :

1. An I, 2013  (ISBN 9782352121015).
2. An II, 2014  (ISBN 9782352121091).
3. An III, 2015  (ISBN 9782352121176).

- Hipster than ever, Jungle, 2015  (ISBN 9782822212373)[11].
- Les Aventuriers de la finance perdue (dessin), avec Christian Chavagneux (scénario), Casterman, 2016  (ISBN 9782203096561)[12].
- Françoise, Manuela et les Autres, Glénat, coll. « Les Blogs du Monde », 2017  (ISBN 9782344020968).
- Le Journal du Off : Dans les coulisses d'une campagne présidentielle folle (dessin), avec Renaud Saint-Cricq et Frédéric Gerschel (scénario), Glénat, 2017  (ISBN 9782344021156)[13].
- Dieu point zéro, avec Boris Mirroir, Fluide glacial, 2018  (ISBN 9782378780043)[14].
- Chères Élites, avec François Ravard, Fluide glacial, 2019  (ISBN 9782378782405)[15].
- Rob, avec Boris Mirroir, Delcourt, coll. « Pataquès » :

1. Bêta-test, 2019  (ISBN 9782413015727).
2. Mise à jour, 2020  (ISBN 9782413018544).
3. Fin de programme, 2021  (ISBN 9782413038733).

- La sémantique c'est élastique, 2019, Delcourt  (ISBN 9782413015260)[16].
- Meurtres à la compta, avec David De Thuin, Delcourt, coll. « Pataquès », 2020  (ISBN 9782413019992)[17].
- Sales Mômes, Sales Vieux, avec Mathilde Domecq, Fluide glacial, 2020  (ISBN 9782378783419).
- La Vérité nue, Delcourt, coll. « Pataquès » :

1. 2020  (ISBN 9782413026358)[18].
2. 2022  (ISBN 9782413047094).

- Anatole(s), Fluide glacial, 2021  (ISBN 9791038201682)[19].
- Discount Héros, avec Boris Mirroir, Fluide glacial, 2021  (ISBN 9791038200876)[20].
- Open Space : Pandémie, Télétravail et Autres Contrariétés, Dargaud, 2021  (ISBN 9782205200836).
- La mort est dans le pré, avec David De Thuin, Delcourt, coll. « Pataquès », 2021  (ISBN 9782413038771)[21].
- Barney Stax : Détective privé... de tout !, dessins de Guillaume Guerse, Fluide glacial, 2022  (ISBN 9791038200852)[22].
- William, 31 Ans, Scénariste, Delcourt, coll. « Pataquès », 2023  (ISBN 9782413047087)[23].